# Ronney Pettersson
Ronney Pettersson (ur. 26 grudnia 1940, zm. 26 września 2022) – były szwedzki piłkarz występujący na pozycji bramkarza.

## Kariera klubowa
Przez całą karierę piłkarską Pettersson był związany z klubem Djurgården.

## Kariera reprezentacyjna
W reprezentacji Szwecji Pettersson zadebiutował 27 czerwca 1966 roku w zremisowanym 1:1 towarzyskim meczu z Jugosławią. Po raz ostatni w kadrze zagrał w 1969 roku. W 1970 roku został powołany do niej na Mistrzostwa Świata. Nie zagrał jednak na nich ani razu, a Szwecja odpadła z turnieju po fazie grupowej. W latach 1966–1969 w drużynie narodowej Pettersson rozegrał w sumie 17 spotkań.